# Vila-real
Vila-real település Spanyolországban, Castellón tartományban. Vila-real a valenciai város katalán és a hivatalos neve, spanyolul: Villarreal és aragóniai nyelven (nyelvjárásban) Villa-reyal. Vila-real Almassora, Betxí, Burriana, Nules, Onda és Alquerías del Niño Perdido községekkel határos. Lakosainak száma 52 505 fő (2024).

## Nevezetességek
- Szent Kvitéria-híd: középkori műemlék a Mijares folyó fölött.
- Motxa-torony: a középkori városfal maradványa
- Polo-ház: a 19. századi épületben ma a városi múzeum működik
- Több régi templom és kápolna

## Sport
A település világhírű labdarúgócsapata a Villarreal CF.

## Népesség
A település népessége az elmúlt években az alábbi módon változott:
| Lakosok száma | 42 320 | 45 582 | 48 055 | 51 205 | 51 168 | 50 755 | 50 306 | 50 893 | 51 130 | 52 505 |
|               | 2001   | 2004   | 2006   | 2009   | 2011   | 2014   | 2016   | 2019   | 2021   | 2024   |